# Kosice Open 2005
Il Kosice Open 2005 è stato un torneo di tennis facente parte della categoria ATP Challenger Series nell'ambito dell'ATP Challenger Series 2005. Il torneo si è giocato a Košice in Slovacchia dal 6 al 12 giugno 2005 su campi in terra rossa.

## Vincitori

### Singolare
Răzvan Sabău ha battuto in finale  Adam Chadaj con il punteggio di 6–1, 6–2

### Doppio
Petr Luxa /  Igor Zelenay hanno battuto in finale  Johan Landsberg /  Harel Levy con il punteggio di 6–4, 6–2